# The Strangers
The Strangers ist ein US-amerikanischer Horror-Thriller aus dem Jahr 2008. Regie führte Bryan Bertino, der auch das Drehbuch schrieb.

## Handlung
Bei der Polizei geht ein Notruf eines Jungen ein, der ein grauenvolles Verbrechen in einem Haus meldet. Die eigentliche Handlung des Films setzt nun mit den vorhergehenden Geschehnissen ein.
Kristen und James besuchen eine Hochzeit von Freunden. Während dieser macht James seiner Freundin einen Heiratsantrag, die jedoch sehr überrascht davon ist und den Antrag zurückweist, da sie sich noch nicht als dazu bereit sieht. Entsprechend angespannt ist während der Heimfahrt die Stimmung der beiden, es wird nicht miteinander gesprochen. Sie fahren zum Ferienhaus von James’ Großvater, in dem sie übernachten wollten. Dort hatte James am selben Tag noch mit seinem Freund Mike eine romantische Umgebung erstellt, was nun jedoch die ganze Lage noch seltsamer macht. Kurz nach 4 Uhr in der Früh klingelt es an der Haustüre: Draußen steht eine junge blonde Frau, die wissen will, ob Tamara daheim ist. Sie sagen ihr, dass sie sich im Haus geirrt haben muss, woraufhin die Fremde wieder verschwindet.
Kristen will zur Beruhigung eine Zigarette rauchen, hat jedoch keine mehr. James erklärt sich daraufhin bereit, schnell mit dem Wagen loszufahren und ihr welche zu holen. Während er weg ist, klopft die Frau von vorhin nochmals an der Tür und will erneut wissen, ob Tamara daheim ist. Kristen, die die Tür nicht öffnet, meint nur, dass sie vorhin schon einmal da war. Die Fremde fragt daraufhin nur, ob sie sicher sei und verschwindet schließlich wieder. Kurz danach klopft es erneut an der Tür und Kristen bekommt zunehmend Angst. Sie ruft James an und bittet ihn, schnell zurückzukommen, weil die Frau von vorhin erneut aufgetaucht ist. Die Fremde schleicht inzwischen mit einer Maske über dem Gesicht um das Haus, Kristen sieht auch eine zweite Gestalt, die einen Sack über dem Kopf als Maske trägt.
Als James schließlich zurückkehrt, denkt er zuerst, dass Kristen sich die ihm beschriebenen Sachen eingebildet hat. Auch ihre Aussage, dass einer der Fremden im Haus gewesen sein muss, da sie ihr Mobiltelefon nicht mehr finden kann, nimmt er zunächst nicht ernst. Er durchsucht das Haus, kann aber niemanden darin entdecken. James begibt sich nach draußen, um sein eigenes Telefon, das noch im Wagen liegt, zu holen. Dabei muss er feststellen, dass der Wagen beschädigt wurde, das Telefon vermag er nicht zu finden. Die maskierte blonde Frau taucht auf und beobachtet ihn aus einiger Entfernung. Wieder im Haus entdeckt James plötzlich sein Telefon und muss erkennen, dass Kristen Recht mit ihrer Annahme hatte, dass die Fremden im Haus waren. Sie verlassen daher das Haus und versuchen, mit James’ Wagen zu fliehen. Dabei werden sie jedoch von einer dritten Person, einer dunkelhaarigen Frau, die ebenfalls maskiert ist, aufgehalten, die mit einem Pickup ihren Wagen rammt. James und Kristen fliehen daher zurück in das Haus, wo James die Schrotflinte seines Großvaters sucht und findet und sich mit Munition eindeckt. Sie verschanzen sich im Schlafzimmer, James zielt auf die offenstehende Türe, um sogleich auf einen der Angreifer zu schießen, sollte sich dieser ihnen vom Gang her nähern.
James’ Freund Mike, den James im Vorfeld gebeten hatte, ihn abzuholen, kommt nun etwas früher als geplant beim Haus an. Er bemerkt, dass etwas nicht stimmt und begibt sich in das Haus. Dort wird er von James, der ihn für einen der Fremden hält, erschossen. Im weiteren Verlauf werden Kristen und James von den fremden Angreifern überwältigt und im Wohnzimmer gefesselt. Die Fremden bauen sich – es ist inzwischen bereits Tag geworden – vor ihnen auf und nehmen schließlich alle drei ihre Masken ab. Auf die von Kristen gestellte Frage nach dem Grund antwortet die blonde Frau nur: „Weil ihr zu Hause wart.“ Dann werden die beiden mit einem Messer abgestochen, wobei Kristen schwer verletzt am Leben bleibt. Das Mobiltelefon von Mike klingelt und Kristen kriecht unter großer Anstrengung zur Leiche, um es zu holen, als sie dort angekommen ist und eine Nummer wählen will, wird es ihr jedoch vom maskierten Mann weggenommen.
Die Fremden verlassen mit einem Wagen die Gegend, dabei begegnen sie zwei Jungen, die gerade mit religiösen Broschüren die Landstraße entlang gehen. Die Fremden halten und die blonde Frau steigt aus und fragt, ob sie eine der Broschüren haben kann. Einer der Jungen will wissen, ob sie eine Sünderin ist, woraufhin sie „manchmal“ antwortet. Nachdem die Jungen ihr Material überlassen haben, setzen die drei Fremden ihre Fahrt fort. Der blonden Frau wird von ihrer Begleiterin gesagt, dass es das nächste Mal einfacher sein wird. Die Jungen entdecken kurz darauf, als sie am Ferienhaus vorbeikommen, die Zerstörungen und begeben sich daraufhin in das Haus, wo sie Mike, James und Kristen voller Blut am Boden liegen sehen. Als einer der Jungen sich über Kristen beugt, um zu schauen, ob sie noch lebt, kommt diese nochmals zu Bewusstsein und stößt einen Schrei aus.

## Synchronisation
| Rolle    | Darsteller     | Synchronsprecher   |
| -------- | -------------- | ------------------ |
| Kristen  | Liv Tyler      | Elisabeth Günther  |
| James    | Scott Speedman | Dennis Schmidt-Foß |
| Mike     | Glenn Howerton | Dominik Auer       |
| Dollface | Gemma Ward     | Shandra Schadt     |

## Kritiken
Das Lexikon des internationalen Films sah einen „"Home Invasion"-Thriller, der aus seiner verstörenden Grundidee kein Kapital zu schlagen vermag“. Gelobt wurde „die gut gestaltete Bild- und Tonebene“, die jedoch nicht für „eklatante Drehbuchschwächen und das ideenlosen Finale“ entschädigen könne.
Michael Rechtshaffen schrieb in der Zeitschrift The Hollywood Reporter vom 29. Mai 2008, der psychologische Thriller sei wirkungsvoll und atmosphärisch. Tyler agiere „überraschend ausdrucksstark“ und bringe mit wenigen Dialogen viel rüber.
Der Schriftsteller Stephen King schrieb zu dem Film, „er beginnt geruhsam und steigert sich von Unbehagen über Schrecken zu reinstem Horror.“ Damit spiele er „in derselben Liga wie Jeepers Creepers, ist aber ein wenig existenzieller: Warum all das Schreckliche geschieht?`Weil es eben geschieht. Wie Krebs oder ein Schlaganfall oder jemand, der als Geisterfahrer mit 110 Meilen pro Stunde auf der falschen Spur auf der Autobahn entlangbrettert.“

## Hintergründe
Im Vorspann wird erklärt, dass der Film auf einer wahren Begebenheit beruhe und der Fall bis heute nicht vollständig aufgeklärt worden sei. Dies entspricht jedoch nur sehr bedingt der Wahrheit. Das Drehbuch entstand aus der Fantasie des Regisseurs. In seiner Kindheit erkundigten sich ein paar Fremde an der Haustür der Familie nach einem anderen Hausbewohner. Hinterher stellte sich heraus, dass es Einbrecher waren.
Der Film wurde in South Carolina gedreht. Seine Produktionskosten betrugen schätzungsweise 10 Millionen US-Dollar. Der Film sollte nach der ersten Planung im Sommer 2007 veröffentlicht werden, der Termin wurde jedoch mehrmals verschoben. Er startete in den Kinos der USA und Kanadas am 30. Mai 2008. Der Film spielte weltweit 82,8 Millionen US-Dollar ein, darunter ca. 52,1 Millionen US-Dollar in den US-Kinos.

## Fortsetzungen
Im Juli 2017 wurden die Dreharbeiten zu einer Fortsetzung namens The Strangers: Opfernacht abgeschlossen, welche im März 2018 erschien. In diesem fungiert Johannes Roberts als Regisseur, Bryan Bertino als Drehbuchautor und Christina Hendricks in einer der Hauptrollen.
Im Mai 2024 wurde The Strangers: Chapter 1 uraufgeführt, der von Renny Harlin inszeniert wurde und zugleich Auftakt einer neuen Trilogie ist.